# Stare Miasto (Akka)
Stare Miasto Akka jest jednym ze starożytnych miast portowych, którego historia sięga epoki brązu. Ze względu na swoje strategiczne położenie umożliwiające szeroki dostęp do Palestyny, przez setki lat było ważnym portem. Miasto miało swoje okresy rozwoju i upadku, wielokrotnie zmieniając właścicieli. Swój szczyt rozwoju osiągnęło na przełomie XII i XIII wieku jako stolica Królestwa Jerozolimskiego. Od XIX wieku jego rola malała na korzyść sąsiedniego miasta portowego Hajfa. Stare Miasto wraz z portem morskim jest otoczone zabytkowym murem obronnym. Obecne miasto posiada cechy charakterystyczne osad z okresu osmańskiego z XVIII i XIX wieku, z takimi typowymi obiektami jak cytadela, pozostałości fosy, meczety, łaźnie i karawanseraj. Pozostałości miasta krzyżowców leżą prawie nienaruszone zarówno powyżej, jak i poniżej dzisiejszego poziomu ulic, zapewniając wyjątkowy średniowieczny układ ulic. Zespół zabytków Akki jest od 2001 roku umieszczony na liście światowego dziedzictwa UNESCO.

## Informacje ogólne
Akka była stałą osadą miejską wywodzącą się z czasów Fenicjan, która nabrała największego znaczenia w okresie bytności krzyżowców w Ziemi Świętej. Stare Miasto Akki jest położone na niewielkim półwyspie o długości i szerokości około 400 metrów, otoczonym od południa, zachodu i północy przez wody Zatoki Hajfy i Morza Śródziemnego. Półwysep posiadał od strony południowej naturalną zatokę, która idealnie nadawała się na port morski. Miasto miało swoje okresy rozwoju i upadku, wielokrotnie zmieniając właścicieli. Swój szczyt rozwoju osiągnęło na przełomie XII i XIII wieku jako stolica i główny port Królestwa Jerozolimskiego. Był to ważny ośrodek międzynarodowego handlu, a jego gęsta średniowieczna zabudowa miejska była otoczona murami obronnymi z fosą. Po długim okresie upadku, w którym funkcjonował jeszcze port morski otwarty dla chrześcijańskich pielgrzymów, Akka rozkwitła ponownie w XVIII wieku jako miasto osmańskie. Wyjątkowością Akki jest to, że Stare Miasto jest położone na dwóch oddzielnych poziomach: podziemnego miasta krzyżowców i nadziemnego miasta osmańskiego. Te dwa poziomy były oddzielone setkami lat, podczas których miasto leżało zapomniane i zaniedbane w gruzach. Tylko niektóre zabytki z okresu krzyżowców znajdują się na powierzchni i są zachowane w bardzo dobrym stanie. Większość miasta krzyżowców znajduje się pod ziemią – są to mury obronne, fundamenty domów, dzielnice handlowe, ulice i podziemne korytarze. Miasto osmańskie wybudowano na ruinach miasta krzyżowców, i bardzo często nowe budowle powstawały na fundamentach starych struktur. Posiada ono charakterystyczne dla arabskiej urbanistyki małe domy i obiekty użyteczności publicznej, między którymi wiją się wąskie uliczki. Widoczne są: cytadela, łaźnie i karawanseraj. Tutejsze zabytki pochodzą z różnych okresów historii miasta i należą do różnych religii – są to kościoły, meczety i synagogi. W przeciwieństwie do innych starówek w Izraelu, Stare Miasto Akki jest obszarem miejskim, w którym tętni normalne życie. Wśród zabytków są położone stragany, restauracje i czynny port rybacki. Powoduje to, że Akka posiada niepowtarzalną atmosferę i wyjątkowy charakter.

## Zabytki
Od 1990 roku w Akce prowadzone są prace archeologiczne i konserwacyjne. Są one nadzorowane i koordynowane przez założone w 1967 roku Stowarzyszenie Rozwoju Starej Akki (ang. The Old Acre Development Company Ltd., OADC). Działalność ta jest podporządkowana pod Ministerstwo Turystyki Izraela. Stowarzyszenie ściśle współpracuje z władzami miejskimi, i jako agenda rządowa nadzoruje publiczne i prywatne prace budowlane realizowane na terenie Starego Miasta. Doradza mieszkańcom i władzom miejskim we wszystkich sprawach rozwoju. Dzięki publikacji wyników badań, Stara Akka zyskała rozgłos i stała się bardzo popularnym miejscem turystycznym. Zespół starej zabudowy położony między murami obronnymi jest obszarem miejskim o wielkiej wartości historycznej, kulturowej i turystycznej. W 2001 roku zespół zabytków Starego Miasta Akki został umieszczony na liście światowego dziedzictwa UNESCO. W tym samym roku rozpoczęto realizację szeregu projektów rewitalizacji obszaru miejskiego, dążąc do poprawy warunków społecznych i gospodarczych mieszkańców, przy jednoczesnym zachowaniu bogatego dziedzictwa kultury materialnej miasta.

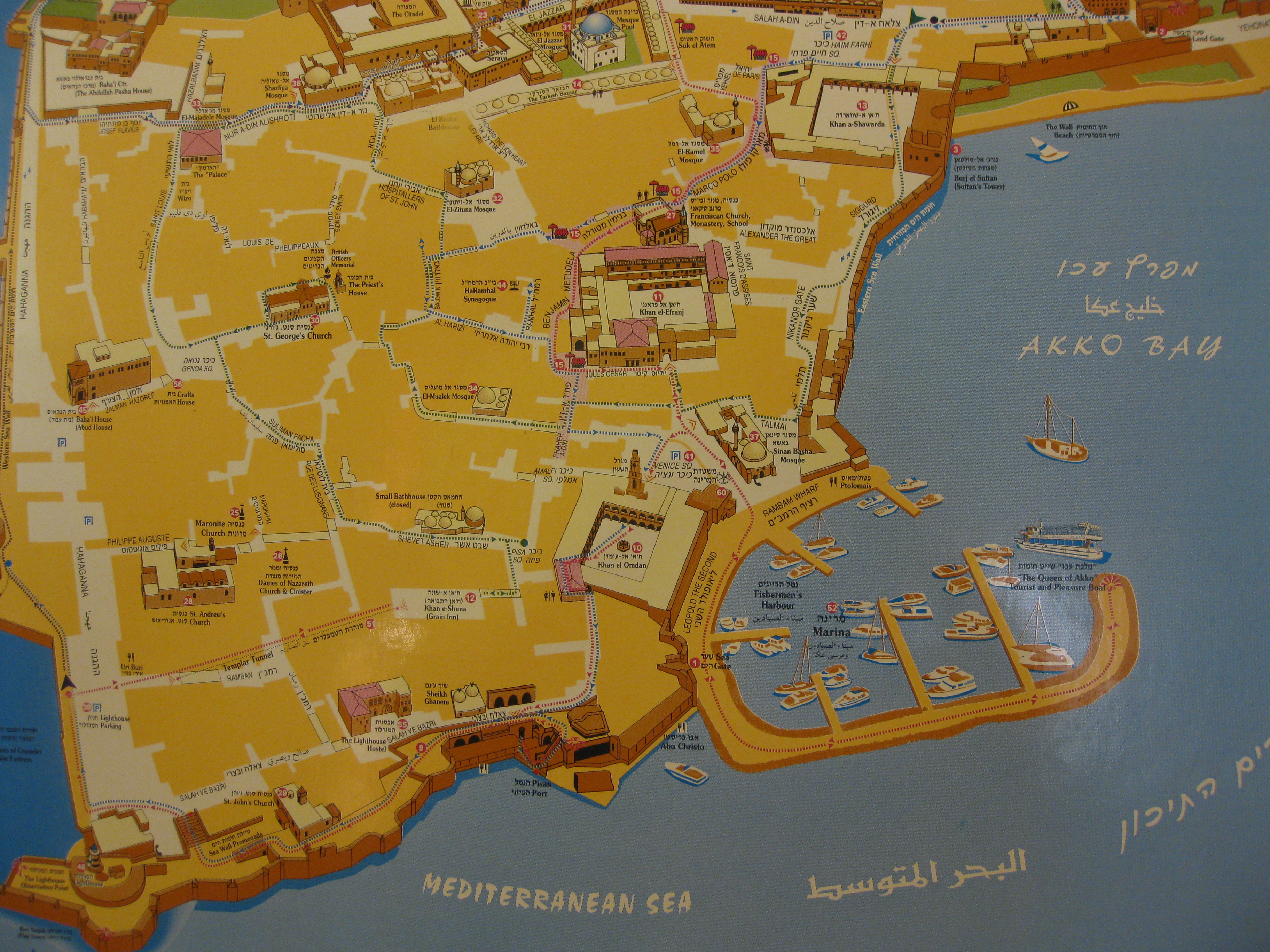
Mapa Starego Miasta Akki

### Mury obronne
System fortyfikacji Akki powstawał etapami na przestrzeni kilkuset lat. W okresie wypraw krzyżowych obszar starego miasta był większy, dlatego mury miejskie przebiegały inaczej niż obecnie. Współczesne mury pochodzą z okresu osmańskiego i zostały wybudowane w latach 1750-1814. Pierwszy mur wybudował Zahir al-Umar w latach 1750–1751. Wznoszono go w wielkim pośpiechu, w wielu przypadkach wykorzystując pozostałości dawnych murów z czasów krzyżowców. Gdy prace ukończono, mur otaczał całe miasto zarówno od strony lądowej, jak i od strony morskiej. Wysokość murów wynosiła 10–13 metrów, a grubość dochodziła do 1 metra. Po stronie wschodniej znajdowała się „brama lądowa”, a po stronie południowej „brama morska” prowadząca do portu. Mury wzmocnił Dżazzar Pasza w latach 1775-1779, a jego następcy kontynuowali te prace do 1814 roku. W ostatnim okresie kładziono szczególny nacisk, aby fortyfikacje były odporne na ostrzał artylerii. Mury obronne Akki były fortyfikacją stałą o kształcie nieregularnego pięciokąta. Były zbudowane z trzech linii zasadniczych murów obronnych, wzmocnionych dodatkowymi umocnieniami: fosa, przedmurze, wieże i bastiony. Współcześnie zachowane fortyfikacje Akki otaczają Stare Miasto ze wszystkich stron, przy czym część odcinków położonych wzdłuż linii brzegowej jest w rzeczywistości wzmocnionym falochronem. Fortyfikacje lądowe składają się z grubego muru miejskiego, suchej fosy, bastionu obronnego oraz z czterech obronnych wież ze stanowiskami artylerii. Pierwotnie do miasta można było dostać się jedynie dwoma bramami: Bramą Lądową od strony wschodniej lub Bramą Morską od strony portu. Obecnie, z powodów praktycznych, utworzono w murach dwa dodatkowe wyjazdy prowadzące w kierunku północnym.
Mury miejskie rozpoczynają się w północno-zachodnim krańcu Starego Miasta przy Wieży Winnic (arab. Burdż al-Kurajjim, która jest także nazywana Fortecą Brytyjską). Na wschód od niej przebito przez mury nowe przejście dla ulicy Hagany. Mury miejskie od Wieży Winnic kierują się na wschód, mijają od północy duży zespół fortyfikacji cytadeli i docierają do drugiego nowego przejścia utworzonego w murach, którym obecnie przechodzi ulica Haima Weizmanna. Tuż za nią, mury mijają od północy arsenał i docierają do Wieży Komendanta (arab. Burdż al-Kumandar). Wieża ta jest przysadzistym bastionem obronnym z licznymi stanowiskami artylerii, strzegącym północno-wschodniego krańca Starego Miasta Akki. Ze szczytu wieży rozciąga się widok na całą Zatokę Hajfy i Górę Karmel położoną nad miastem Hajfą. Tuż obok znajduje się Muzeum „Skarby w Murach”, które prezentuje fascynujące dziedzictwo historyczne miasta. Setki eksponatów muzealnych pozwala turystom zapoznać się z pracą rzemieślników wyrabiających meble, tkaniny oraz naczynia artystyczne i sakralne. Następnie mury kierują się w kierunku południowym. Można tutaj wejść schodami na promenadę na murach, gdzie wystawiono liczne działa z okresu Napoleona. Trzecią wieżą obronną Akki jest Wieża Bramy (arab. Kapu Burdż), która strzegła Bramy Lądowej miasta. Przez bramę przechodzi dzisiejsza ulica Jehonatana HaHashmonai. Następnie mury obronne skręcają na zachód i biegną wzdłuż miejskiej plaży. W miejscu, gdzie mury dochodzą do samego brzegu morza i skręcają w kierunku południowym, znajduje się mniejsza od wcześniejszych Wieża Sułtana (arab. Burdż as-Sultan). Wewnątrz Starego Miasta, przy Wieży Sułtana znajduje się pochodząca z XVIII wieku Gospoda Kupców (arab. Chan asz-Szawarda). Dalsza część murów biegnie wzdłuż brzegu morskiego na południe do portu rybackiego i mariny. Za portem mury obronne biegną wzdłuż brzegu morskiego w kierunku zachodnim. Znajduje się tutaj dawna Brama Morska, w której obecnie jest restauracja Abu Christo. Można tutaj wejść schodami na nadmorską promenadę, którą dochodzi się do Wieży Flag (arab. Burdż as-Sandżak). Wieża ta jest bastionem strzegącym południowo-zachodniego krańca miasta. Znajduje się tutaj latarnia morska Akka. Następnie mury skręcają na północ, mijają dwie wieże obronne Burdż al-Kiszla oraz Al-Chadid Burdż i docierają z powrotem do Wieży Winnic.

Panorama murów obronnych Akki

### Cytadela
W północnej części Starego Miasta znajduje się cytadela. Została ona wybudowana w latach 1775–1805 przez Dżazzara Paszę, na fundamentach starszej twierdzy krzyżowców. Od strony północnej cytadela była włączona w linię murów obronnych z Wieża Finansów (arab. Burdż al-Hazana), z której rozciąga się rozległy widok na całe Stare Miasto Akki i Zatokę Hajfy. Na wschód od wieży odtworzono ogród z czasów krzyżowców, który obecnie znajduje się przed wejściem do Centrum Obsługi Ruchu Turystycznego. Cytadela posiada dwa wewnętrzne dziedzińce o długości 170 metrów (ze wschodu na zachód) i szerokości około 100 metrów. W latach 20. XX wieku Brytyjczycy przebudowali cytadelę na więzienie.
Obecnie najważniejszym miejscem cytadeli jest Muzeum Więźniów Podziemia, poświęcone żydowskiemu ruchowi oporu z czasów Brytyjskiego Mandatu Palestyny. Wśród eksponatów znajdują się pamiątki po dziewięciu straconych tutaj bojownikach żydowskich oraz pomieszczenie z więzienną szubienicą. Ważnym eksponatem jest makieta ilustrująca udaną ucieczkę więźniów w 1947 roku. Tuż obok mieści się Muzeum Sztuki Okaszi gromadzące prace izraelskiego malarza Absaloma Okasziego.

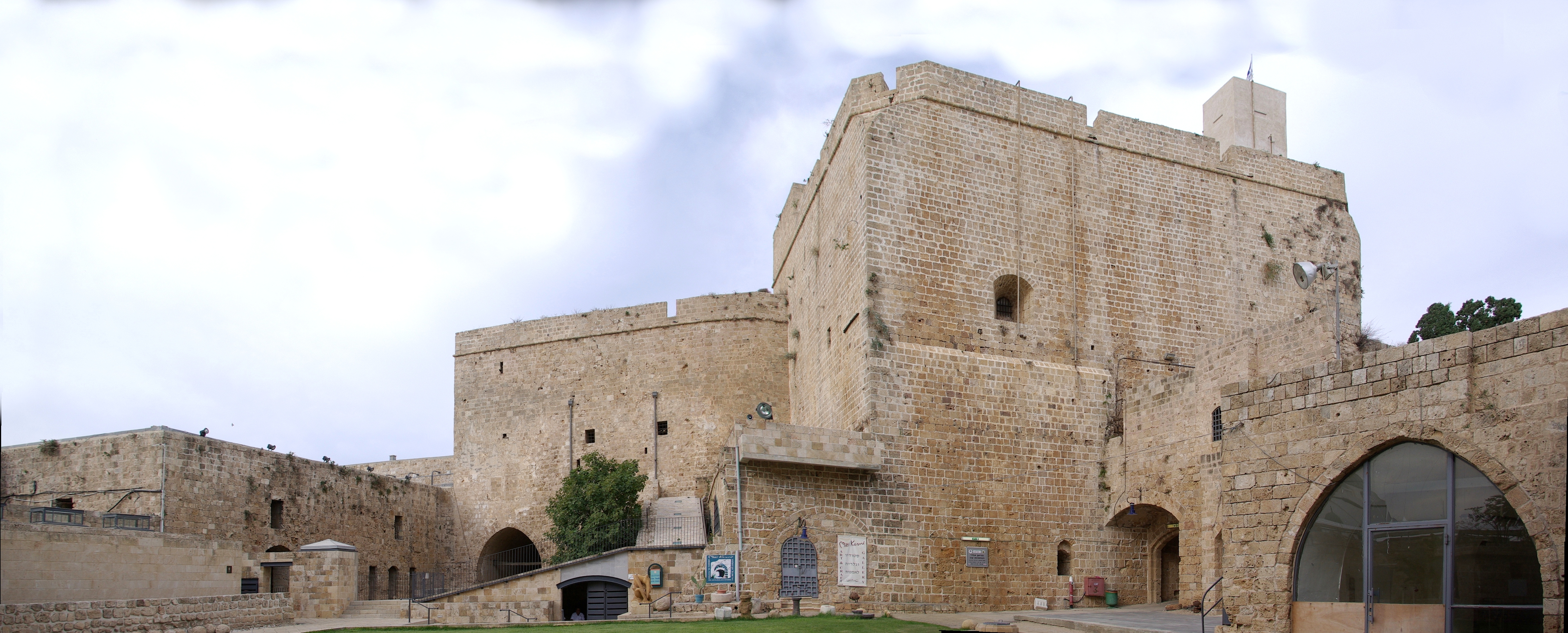
Panorama cytadeli Akki

### Podziemne miasto krzyżowców
Pod cytadelą i dawnym brytyjskim więzieniem Akki odkryto kompleks podziemnych sal, które w przeszłości były wykorzystywane przez Zakon Rycerski Szpitalników. Były one od 1291 roku zasypane gruzami i dopiero niedawne badania archeologiczne odkryły ich istnienie. Obecny poziom miasta jest o 8 metrów wyżej od dawnego, dlatego dawna forteca krzyżowców jest obecnie usytuowana głęboko poniżej poziomu ulic. Forteca była zbudowana w formie czterech skrzydeł otaczających otwarty Dziedziniec. Dziedziniec ma powierzchnię 1200 m². W północnej części znajduje się studnia o głębokości 4 metrów. Istnieją tutaj także dwa otynkowane baseny, które prawdopodobnie służyły do gromadzenia wody pitnej (zbiornik północny) oraz mycia i prania (zbiornik południowy). Dziedziniec jest otoczony szeregiem łuków wspierających schody prowadzące na wyższe piętro. Skrzydło północne biegło równolegle do północnych murów obronnych miasta i z tego powodu odgrywało ważną rolę w systemie obronnym miasta. W skrzydle tym odkryto dziewięć długich sal położonych na dwóch piętrach, służących jako magazyny i zbiornik na wodę deszczową, która spływała tutaj z dachu twierdzy. Sale posiadają wysokie na 10 metrów sklepienie kolebkowe. Zewnętrzne ściany są masywnie zbudowane – kamienne mury mają 3,5 metra szerokości. Sala Cukiernicy była w przeszłości trzypiętrowym budynkiem. Na niższym piętrze znajdował się duży zbiornik na wodę deszczową. Zbiornik w rzeczywistości to dwa połączone ze sobą baseny (każdy o wysokości 7,5 metrów). Powyżej znajduje się główna sala o wysokości 7 metrów. Kiedy ją odkopano, odkryto setki sztuk ceramiki glinianej. Były to naczynia wykorzystywane do produkcji cukru, stąd nazwa tego pomieszczenia. Po stronie północnej zachowały się pozostałości wieży, bramy i kanału ściekowego. Skrzydło zachodnie nie zostało jeszcze całkowicie odkryte, wydaje się jednak, że ma dwa piętra z 30 pomieszczeniami mieszkalnymi na każdej kondygnacji. Najbardziej imponującą częścią kompleksu jest Sala Kolumnowa służąca rycerzom jako jadalnia. Sala ma długość 10 metrów, a żebrowane sklepienie jest podtrzymywane przez trzy kamienne kolumny o średnicy około 3 metrów. Po stronie wschodniej są jeszcze nieodkopane pomieszczenia kuchni. Sala Filarów to monumentalne pomieszczenie (35×40 metrów) o powierzchni około 1400 m², ze sklepionym sufitem w kształcie krzyża, opierającym się na kwadratowych kolumnach. Służyła ona rycerzom jako sala narad i uroczystości. Południowe skrzydło stanowi miejska ulica z monumentalną kamienną bramą. Na południowym murze odkryto niezwykle rzadkie symbole heraldyczne krzyżowców. Tuż obok była obszerna sala ze sklepionym sufitem w kształcie krzyża, która jest podtrzymywany przez trzy zaokrąglone kolumny. Oznakowana trasa turystyczna prowadzi do siedziby kapituły joannitów, skąd wąskim korytarzem przechodzi się do refektarza lub krypty. Strome schody prowadzą do długiego i ciasnego przejścia o niewiadomym przeznaczeniu, które prowadzi do szpitala krzyżowców. Niektóre z podziemnych pomieszczeń są czasowo zamykane z powodu prowadzonych badań archeologicznych.

### Stary seraj
Stary seraj jest położony na południe od cytadeli. Jest to dwupiętrowa budowla z otwartym brukowanym prostokątnym dziedzińcem. Najbardziej imponująca jest brama wjazdowa. Seraj został zbudowany w XVIII wieku na ruinach kościoła Św. Jana Chrzciciela. Służył jako prywatna rezydencja Dżazzara Paszy, a gdy wybudował on sobie nowy pałac, stary saray przeznaczył na urzędy cywilne urzędników. Na początku XIX wieku Ibrahim Pasza urządził tutaj skarbiec, a później służył jako posiadłość gubernatora.

### Synagogi Akki
Społeczność żydowska posiada w Akce dwie synagogi: synagogę Ramchal i synagogę Or Torah. Synagoga Ramchal znajdowała się w samym centrum Starego Miasta. Nazwano ją na cześć rabina Ramchala, który żył w Akce w latach 1743–1747. W 1758 roku beduiński władca miasta, Zahir al-Umar zajął synagogę i przebudował ją na meczet al-Mu’allak. Żydzi otrzymali wówczas jako rekompensatę mały budynek położony na północ od meczetu. Na początku XXI wieku synagoga została odnowiona i udostępniona dla ruchu turystycznego. Tuż przy zewnętrznych murach Starego Miasta znajduje się synagoga Tunezyjska, zwana także synagogą Or Torah. Legenda głosi, że po zniszczeniu w 70 roku Świątyni Jerozolimskiej do Akki przybyli kapłani, którzy założyli żydowską dzielnicę El-Zaira. W wybudowanej tam synagodze umieszczono drzwi ocalałe ze Świątyni. Jej wnętrze jest bogato zdobione mozaikami.

### Świątynie chrześcijańskie w Akce
Kościoły chrześcijańskie skupione są w większości w południowo-zachodniej części Starego Miasta Akki. Z historycznych dokumentów i map miasta z XIII wieku wynika, że karmelici posiadali swój kościół w części miasta położonej blisko brzegu morza. Gdy w 1291 roku krzyżowcy opuścili miasto, także i karmelici musieli wyjechać z Ziemi Świętej. Powrócili dopiero w pierwszej połowie XVII wieku i jakiś czas później otworzyli swój kościół w Akce. Miasto ma także duże znaczenie dla franciszkanów, którzy wierzą, że założyciel ich zakonu Franciszek z Asyżu odwiedził to miasto w latach 1219–1220. W 1217 roku powstał tu pierwszy klasztor franciszkański, założony przez ojca Elia Da Cortona. Po zajęciu miasta przez muzułmanów, franciszkanie uciekli z Akki, by powrócić w 1620 roku i założyć Kościół Terra Sancta. Jako jedyny z kościołów jest on położony we wschodniej części Starego Miasta. Cerkiew św. Grzegorza jest uznawana za najstarszą świątynię chrześcijańską w mieście – została zbudowana w okresie osmańskim, przed 1631 r. Jest to świątynia tradycji greckiej w prawosławiu. Bardziej na południe jest położony Kościół maronicki, kościół i klasztor karmelitów pw. Kopuły Nazaretu oraz druga cerkiew tradycji greckiej, pod wezwaniem św. Andrzeja. Tuż obok latarni morskiej stoi Kościół św. Jana należący do franciszkanów. Został on wybudowany w 1737 roku i odnowiony w 1947 roku. Jest to jedyny czynny w Akce kościół należący do Kościoła rzymskokatolickiego.

### Meczety Akki
Ze wszystkich obiektów sakralnych położonych na Starym Mieście Akki, zdecydowanie najwięcej jest muzułmańskich meczetów. Najstarszym z nich jest powstały w 1586 roku meczet al-Bahr. Znajduje się on w południowo-wschodniej części miasta, bezpośrednio przy porcie. Obejmował on w przeszłości łaźnię, kawiarnię, magazyny, sklepy i inne obiekty użyteczności publicznej. Jednak najważniejszym i najpiękniejszym jest meczet Dżazzara, który został wybudowany w 1781 roku w bezpośrednim sąsiedztwie cytadeli i starego saraya. Jego zielona kopuła oraz wysoki, smukły minaret tworzą harmonijną całość. Wznoszą się one nad budynkami Starego Miasta Akki i przyciągają uwagę z daleka. Jest to największy meczet w Izraelu, poza Jerozolimą. Jednocześnie jest to największy meczet wybudowany w Palestynie za panowania osmańskiego. W centrum miasta, na południe od cytadeli znajduje się meczet az-Zajtuna z dwoma zielonymi kopułami i wysokim minaretem. Według tradycji wybudowano go w miejscu gdzie stał kościół św. Marii i Józefa z czasów krzyżowców. Od strony zachodniej do cytadeli przylega meczet asz-Szazilijja, który na początku XXI wieku przeszedł gruntowną renowację. Jest on siedzibą bractwa derwiszów. Dalej na zachód jest wybudowany w 1809 roku meczet al-Madżadila. W centralnej części Starego Miasta znajduje się meczet al-Mu’allak, a bardziej na wschodzie jest meczet ar-Raml.

### Łaźnia turecka
Na południe od cytadeli, w bezpośrednim sąsiedztwie starego saraya znajdują się tureckie łaźnie Hammam al-Basza. Zostały wybudowane w 1795 roku przez Dżazzara Paszę i nazwane od jego imienia. Służyły do lat 40. XX wieku, a od 1954 roku jest tutaj muzeum. Wewnątrz łaźni znajduje się marmurowa fontanna. Od wejścia korytarz prowadzi do kolejnych pokojów, z których ostatni jest sześciokątną łaźnią parową. Budynek jest ozdobiony marmurowymi posadzkami, kafelkami i kolorowymi szybkami umieszczonymi w kopulastym dachu, podtrzymywanym przez cztery marmurowe kolumny. W południowej części Starego Miasta znajduje się mała łaźnia turecka zwana Hammam asz-Szabi. Jest ona zamknięta.

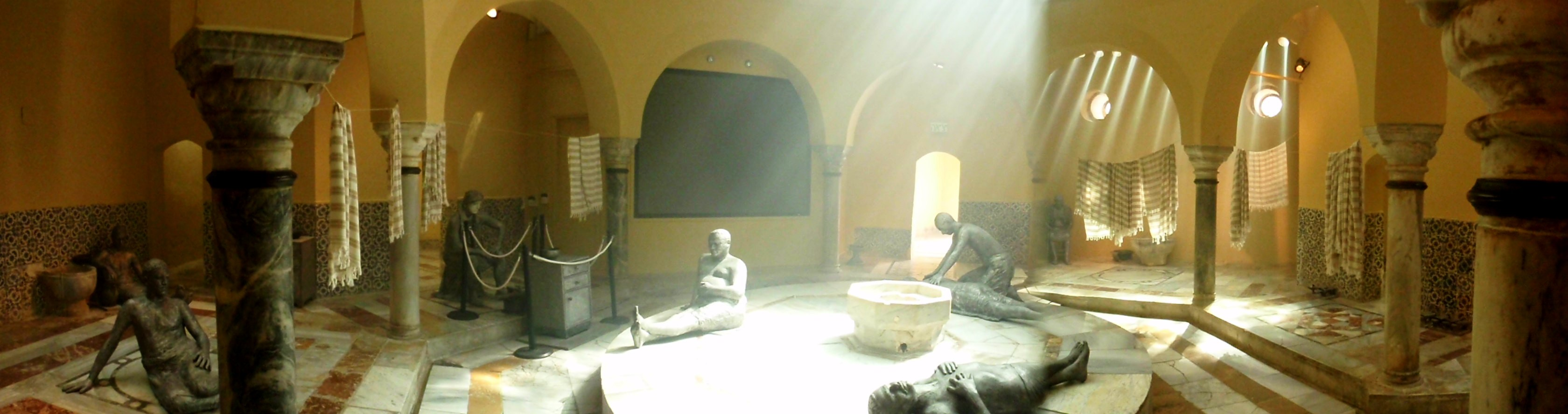
Wnętrze łaźni tureckiej Hammam al-Basza w Akce

### Karawanseraje i targowiska
Na Starym Mieście zachowało się kilka zabytkowych karawanserajów, w których niegdyś zatrzymywały się karawany kupieckie. Jednym z nich jest położony przy porcie pochodzący z 1785 roku Chan al-Umdan. W przeszłości kupcy wyładowywali swoje towary na dziedzińcu, na parterze mieściły się magazyny oraz gospoda, natomiast piętro zajmował hotel dla podróżnych. Ozdobą dziedzińca są granitowe kolumny przywiezione z rzymskiej Cezarei. W 1906 roku do zajazdu dobudowano osmańską wieżę zegarową, z której rozciąga się rozległy widok na port. Około 30 metrów na zachód od niego znajduje się Chan asz-Szuna. Jest on mocno zaniedbany, a jego wyjątkowość polega na tym, że na parterze zachowały się pozostałości oryginalnych budynków z czasów krzyżowców. W samym centrum jest Chan al-Ifrandż. Jest najstarszym zachowanym w całości karawanserajem w mieście. Został on wybudowany w połowie XVI wieku przez francuskich kupców, i stąd wzięła się jego nazwa. Obecnie w jego północnym i północno-wschodnim skrzydle mieści się franciszkańska szkoła Terra Santa. We wschodniej części Starego Miasta znajduje się Chan asz-Szawarda, który prawdopodobnie wzniesiono na miejscu wcześniejszego klasztoru klarysek. W okresie brytyjskiego zwierzchnictwa mandatowego, dziedziniec wewnętrzny tego karawanseraju przebudowano na ulicę. W mieście znajdował się jeszcze jeden karawanseraj, ale został on zniszczony w 1810 roku w wybuchu składu amunicji.
Najsłynniejszym sukiem w Akce jest Suk al-Abjad (pol. Biały Targ). Zostało wybudowane w połowie XVIII wieku i przez ponad 150 lat było najważniejszym targowiskiem miejskim. Oryginalna budowla mieściła 110 sklepów, ale zniszczenia kolejnych wojen spowodowały, że obecnie mieści 64 sklepy. Biały Targ to w rzeczywistości zadaszona ulica targowa o długości około 100 metrów. Po obu jej stronach znajdują się kawiarnie i sklepy. Na południe od meczetu Dżazzara znajduje się bazar turecki. Budynek pochodzi z końca XVIII wieku i służył jako lokalny bazar do 1948 roku. Długość handlowej ulicy wynosi około 100 metrów, a zadaszenie stanowi sklepienie krzyżowe z prostokątnymi otworami, przez które przenika do wnętrza światło słoneczne. Obecnie wnętrze bazaru zajmują sklepiki z dziełami sztuki i pamiątkami. Dodatkowo na Starym Mieście utworzono ulicę handlową, która obejmuje obszar ulic Marco Polo, Benjamina Metudela i Fahir ad-Dina.

### Port morski
Akka była ważnym portem morskim i rybackim. Pierwszy port w Akce powstał w VI wieku p.n.e. i znajdował się przy ujściu rzeki Naamana, na południe od dzisiejszego Starego Miasta. W VII wieku Arabowie wybudowali nowy port ze stocznią. Akka była wówczas głównym portem muzułmańskiej floty walczącej z Bizancjum. W VIII wieku port i stocznię przeniesiono na północ do Tyru. Port w Akce zostawał zapomniany do końca IX wieku, kiedy Egipcjanie odbudowali port i jego fortyfikacje. Jednak największe znaczenie port w Akce zyskał pod panowaniem krzyżowców. Następnie pozostawał zaniedbany do końca XVII wieku. Obecnie odgrywa rolę niewielkiej przystani rybackiej i mariny.

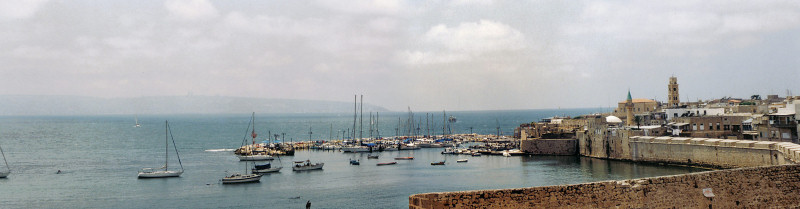
Panorama portu w Akce